# Anne Sweeney
Anne Marie Sweeney (* 4. November 1958, in Kingston, New York) ist eine der mächtigsten US-amerikanischen Managerinnen der Medienbranche.

## Biografie
Sweeney ist verantwortlich für die Fernseh/Mediensparte des amerikanischen Disney-ABC-Konzerns, offiziell President of Disney ABC Television Group und ist Co-chair of Disney Media Networks und mit Serien wie Desperate Housewives und Lost überaus erfolgreich.
The Hollywood Reporter nennt sie „Most Powerful Woman in Entertainment“, Fortune führt sie unter „50 Most Powerful Women in Business“ und Forbes an Position #30 unter „The World's 100 Most Powerful Women“. 2022 wurde Sweeney in die American Academy of Arts and Sciences gewählt.
Sie ist verheiratet und hat zwei Kinder.